# Ceranova
Ceranova là một đô thị ở tỉnh Pavia trong vùng Lombardia của Ý, có cự ly khoảng 25 km về phía nam của Milan và khoảng 11 km về phía đông bắc của Pavia. Tại thời điểm ngày 31 tháng 12 năm 2004, đô thị này có dân số 1.332 người và diện tích là 4,5 km².
Đô thị Ceranova có các frazioni (các đơn vị trực thuộc, chủ yếu là các làng) Gioiello and San Rocco.
Ceranova giáp các đô thị sau: Bornasco, Lardirago, Marzano, Vidigulfo.